# Sindaci di Massa Lombarda
Di seguito l'elenco cronologico dei sindaci di Massa Lombarda e delle altre figure apicali equivalenti che si sono succedute nel corso della storia.

## Stato pontificio (1841-1859)

### Priori dal 1841 al 1859
| Periodo | Periodo | Primo cittadino               | Partito | Carica            | Note |
| ------- | ------- | ----------------------------- | ------- | ----------------- | ---- |
| 1841    | 1858    | Gaetano Bonvicini (1791-1867) | [ 3 ]   | Priore municipale |      |
| 1858    | 1859    | Gaetano Torchi (1817-1889)    | -       | Priore municipale |      |

## Regno d'Italia (1861-1946)

### Sindaci dal 1860 al 1889
Nomina del sindaco da parte del re.
| Periodo | Periodo      | Primo cittadino                    | Partito      | Carica  | Note                                                            |
| ------- | ------------ | ---------------------------------- | ------------ | ------- | --------------------------------------------------------------- |
| 1859    | 1861         | Leonardo Avogli Trotti (1802-1883) | liberale     | Sindaco | 12 febbraio 1860: confermato. 21 settembre 1861: dimissionario. |
| 1861    | 1863         | Gaetano Torchi                     | liberale     | Sindaco | Già priore sotto il Governo pontificio.                         |
| 1863    | Gennaio 1869 | Eugenio Bonvicini (1823-1908)      | liberale     | Sindaco | Dimissionario                                                   |
| 1869    | 1874         | Gaetano Torchi                     | liberale     | Sindaco | 2º mandato come sindaco.                                        |
| 1875    | 1877         | Pompeo Torchi (1843-1925)          | liberale     | Sindaco | Nipote di Gaetano Torchi.                                       |
| 1877    | 1885         | Giovanni Bassi (1824-1895)         | liberale     | Sindaco | dimissionario                                                   |
| 1885    | 1889         | Emilio Roli (1844-1907)            | repubblicano | Sindaco | facente funzioni (1885-1889) dimissionario (1889)               |
| 1889    | 1889         | Luigi Maccaferri (1834-1903)       | liberale     | Sindaco | facente funzioni                                                |

### Sindaci dal 1889 al 1922
Elezione del sindaco da parte del consiglio comunale (legge 30/12/1888, n. 5865).
| Periodo        | Periodo     | Primo cittadino                      | Partito      | Carica      | Note                                                                                |
| -------------- | ----------- | ------------------------------------ | ------------ | ----------- | ----------------------------------------------------------------------------------- |
| 1889           | 1891        | Emilio Roli                          | repubblicano | Sindaco     | 2º mandato. Dimissioni nel 1890 dimissioni il 30 giugno 1891                        |
| 1891           | 1893        | Giovanni Bassi                       | liberale     | Sindaco     | facente funzioni                                                                    |
| Dicembre 1893  | Giugno 1895 | Luigi Maccaferri (1834-1903)         | liberale     | Sindaco     | Già sindaco f.f. nel 1889                                                           |
| 1895           | 1898        | Battista Ricci Signorini (1862-1945) | liberale     | Sindaco     |                                                                                     |
| 1898           | 1906        | Emilio Roli                          | repubblicano | Sindaco     | 3º mandato. Confermato nel 1902. Si dimette il 21 aprile 1906 per motivi di salute. |
| 28 maggio 1906 | 1922        | Giovanni Manaresi (1872-1934)        | socialista   | Sindaco     | confermato nel 1910, nel 1914, nel 1915 e nel 1920. Dimissionario.                  |
| luglio 1922    | aprile 1923 | Ettore Fabbri                        |              | commissario |                                                                                     |

### Podestà
Podestà nominato dal re.
| Periodo          | Periodo       | Primo cittadino               | Partito                    | Carica              | Note                                                |
| ---------------- | ------------- | ----------------------------- | -------------------------- | ------------------- | --------------------------------------------------- |
| aprile 1923      | 1928          | Gustavo De Luca (1896-1963)   | Partito Nazionale Fascista | Podestà             | dimissionario                                       |
| 1928             | 1929          | Luciano Rambelli              |                            | Commissario del PNF |                                                     |
| 1929             | 1930          | Arrigo Minzoni                | PNF                        | Podestà             |                                                     |
| 1930             | 1932          | Commissariamento              |                            | PNF                 |                                                     |
| 28 dicembre 1932 | 1943          | Giovanni Foschini (1890-1943) | Partito Nazionale Fascista | Podestà             | Muore quando è ancora in carica, il 31 luglio 1943. |
| 1943             | 1945          | Leone Balice Antonio Foschini |                            | Commissari del PNF  |                                                     |
| 19 aprile 1945   | 19 marzo 1946 | Silvio Guardigli (1914-1993)  | PCI                        | Sindaco             | Nominato dal prefetto                               |

## Repubblica italiana (dal 1946)[15]
| Sindaci eletti dal Consiglio comunale (1946-1995)    | Sindaci eletti dal Consiglio comunale (1946-1995) | Sindaci eletti dal Consiglio comunale (1946-1995) | Sindaci eletti dal Consiglio comunale (1946-1995) | Sindaci eletti dal Consiglio comunale (1946-1995) | Sindaci eletti dal Consiglio comunale (1946-1995) | Sindaci eletti dal Consiglio comunale (1946-1995) | Sindaci eletti dal Consiglio comunale (1946-1995) |
| Nominativo                                           | Partito                                           | Partito                                           | Giunta                                            | Giunta                                            | Mandato                                           | Mandato                                           | Elezioni                                          |
| Nominativo                                           | Partito                                           | Partito                                           | Giunta                                            | Giunta                                            | Inizio                                            | Fine                                              | Elezioni                                          |
| ---------------------------------------------------- | ------------------------------------------------- | ------------------------------------------------- | ------------------------------------------------- | ------------------------------------------------- | ------------------------------------------------- | ------------------------------------------------- | ------------------------------------------------- |
| Silvio Guardigli                                     |                                                   | Partito Comunista Italiano                        |                                                   | PCI-PSI                                           | 4 aprile 1946                                     | 7 marzo 1950 Sospeso dal Prefetto                 | 24 marzo 1946                                     |
| Giuseppe Costa (1899-1985)                           |                                                   | Partito Socialista Italiano                       | 7 marzo 1950                                      | PCI-PSI                                           | 27 maggio 1951                                    |                                                   | 24 marzo 1946                                     |
| Oreste Zini (1901-1987)                              |                                                   | Partito Comunista Italiano                        |                                                   | PCI                                               | 18 giugno 1951                                    | 27 maggio 1956                                    | 1951                                              |
| Andrea Berardi (1915-2019)                           |                                                   | Partito Comunista Italiano                        |                                                   | PCI-PSI                                           | 22 giugno 1956                                    | 13 marzo 1959 Dimissionario                       | 1956                                              |
| Ettore Ricci                                         |                                                   | Partito Socialista Italiano                       | 27 ottobre 1959                                   | PCI-PSI                                           | 24 novembre 1960                                  |                                                   | 1956                                              |
| Ettore Ricci                                         |                                                   | Partito Socialista Italiano                       | PCI-PSI                                           | 25 novembre 1960                                  | 26 marzo 1964                                     | 1960                                              |                                                   |
| Giuseppe Venturini (1932-1966)                       |                                                   | Partito Comunista Italiano                        | PCI-PSI                                           | 17 aprile 1964                                    | 5 febbraio 1965                                   | 1960                                              |                                                   |
| Giuseppe Venturini (1932-1966)                       |                                                   | Partito Comunista Italiano                        | PCI                                               | 5 febbraio 1965                                   | 30 dicembre 1966                                  | Nov. 1964                                         |                                                   |
| Francesco Gentilini (1924-2024)                      |                                                   | Partito Comunista Italiano                        | PCI                                               | Gennaio 1967                                      | 7 agosto 1970                                     | Nov. 1964                                         |                                                   |
| Francesco Gentilini (1924-2024)                      |                                                   | Partito Comunista Italiano                        | PCI                                               | 7 agosto 1970                                     | 31 luglio 1975                                    | 1970                                              |                                                   |
| Francesco Gentilini (1924-2024)                      |                                                   | Partito Comunista Italiano                        | PCI                                               | 31 luglio 1975                                    | 8 giugno 1980                                     | 1975                                              |                                                   |
| Radames Franzaroli (1932-2024)                       |                                                   | Partito Comunista Italiano                        |                                                   | PCI                                               | 31 luglio 1980                                    | 1985                                              | 1980                                              |
| Radames Franzaroli (1932-2024)                       |                                                   | Partito Comunista Italiano                        | PCI                                               | 1985                                              | 6 maggio 1990                                     | 1985                                              |                                                   |
| Radames Franzaroli (1932-2024)                       |                                                   | Partito Democratico della Sinistra                |                                                   | PCI                                               | 6 maggio 1990                                     | 1995                                              | 1990                                              |
| Sindaci eletti direttamente dai cittadini (dal 1995) |                                                   |                                                   |                                                   |                                                   |                                                   |                                                   |                                                   |
| Nominativo                                           | Partito                                           | Partito                                           | Coalizione                                        | Coalizione                                        | Mandato                                           | Mandato                                           | Elezioni                                          |
| Nominativo                                           | Partito                                           | Partito                                           | Coalizione                                        | Coalizione                                        | Inizio                                            | Fine                                              | Elezioni                                          |
| Daniele Bassi (nato nel 1959)                        |                                                   | Partito Democratico della Sinistra                |                                                   | Alleanza dei Progressisti                         | 26 aprile 1995                                    | 14 giugno 1999                                    | 1995                                              |
| Daniele Bassi (nato nel 1959)                        |                                                   | Democratici di Sinistra                           |                                                   | L'Ulivo                                           | 14 giugno 1999                                    | 14 giugno 2004                                    | 1999                                              |
| Linda Errani (nata nel 1970)                         |                                                   | Partito Democratico                               |                                                   | DS                                                | 15 giugno 2004                                    | 2009                                              | 2004                                              |
| Linda Errani (nata nel 1970)                         |                                                   | Partito Democratico                               | PD                                                | 2009                                              | 25 maggio 2014                                    | 2009                                              |                                                   |
| Daniele Bassi 3º e 4º mandato                        |                                                   | Partito Democratico                               |                                                   | PD                                                | 26 maggio 2014                                    | 26 maggio 2019                                    | 2014                                              |
| Daniele Bassi 3º e 4º mandato                        |                                                   | Partito Democratico                               | PD                                                | 26 maggio 2019                                    | 10 giugno 2024                                    | 2019                                              |                                                   |
| Stefano Sangiorgi                                    |                                                   | Massa Lombarda Futura (Lista Civica)              |                                                   | Centro Sinistra                                   | 10 giugno 2024                                    | in carica                                         | 2024                                              |